# Sergio Di Pinto
Sergio Di Pinto (Roma, 26 marzo 1955) è un attore italiano, interprete di numerosi film degli anni settanta ed ottanta.

## Biografia
Sergio Di Pinto, inizia la carriera di attore, nel 1974, nel film Il colonnello Buttiglione diventa generale, per la regia di Mino Guerrini. Volto noto in una filmografia che va dagli anni settanta, ottanta e novanta, è stato diretto da Dino Risi, Steno, Salvatore Samperi, Marco Risi, Carlo Vanzina e Sergio Rubini. Nella sua carriera vi sono anche alcune partecipazioni ai film della serie di Nico Giraldi, diretti da Bruno Corbucci. In seguito apre una carrozzeria alla periferia di Roma, continuando saltuariamente con la recitazione.   
Nel 2019 torna a recitare in teatro nel ruolo di Ricciotto, il domestico, del Marchese del Grillo, per la regia di Valentino Fanelli. Sempre con Fanelli, e a teatro, è nel cast di Terapia col fischio o senza?, con Alvaro Vitali, Sandro Ghiani e Carmine Faraco (2024) e nel 2025, stesso regista e cast, ne Gli investigatonti.

## Filmografia

### Cinema
- Il colonnello Buttiglione diventa generale, regia di Mino Guerrini (1974)
- Profumo di donna, regia di Dino Risi (1974)
- La collegiale, regia di Gianni Martucci (1975)
- Spogliamoci così, senza pudor..., regia di Sergio Martino (1976)
- L'Italia s'è rotta, regia di Steno (1976)
- Movie Rush - La febbre del cinema, regia di Ottavio Fabbri (1976)
- Ring, regia di Luigi Petrini (1977)
- Von Buttiglione Sturmtruppenführer, regia di Mino Guerrini (1977)
- Avere vent'anni, regia di Fernando Di Leo (1978)
- Io tigro, tu tigri, egli tigra, regia di Renato Pozzetto e Giorgio Capitani (1978)
- Liquirizia, regia di Salvatore Samperi (1979)
- Un amore in prima classe, regia di Salvatore Samperi (1980)
- Casta e pura, regia di Salvatore Samperi (1981)
- Uno contro l'altro, praticamente amici, regia di Bruno Corbucci (1981)
- I carabbinieri, regia di Francesco Massaro (1981)
- Delitto al ristorante cinese, regia di Bruno Corbucci (1981)
- I miracoloni, regia di Francesco Massaro (1981)
- Teste di quoio, regia di Giorgio Capitani (1981)
- L'assistente sociale tutto pepe, regia di Nando Cicero (1981)
- Vado a vivere da solo, regia di Marco Risi (1982)
- La sai l'ultima sui matti?, regia di Mariano Laurenti (1982)
- W la foca, regia di Nando Cicero (1982)
- Il sommergibile più pazzo del mondo, regia di Mariano Laurenti (1982)
- Sturmtruppen 2 - Tutti al fronte, regia di Salvatore Samperi (1982)
- Vai alla grande, regia di Salvatore Samperi (1983)
- Sfrattato cerca casa equo canone, regia di Pier Francesco Pingitore (1983)
- Delitto in Formula Uno, regia di Bruno Corbucci (1984)
- Colpo di fulmine, regia Marco Risi (1985)
- Il ragazzo del Pony Express, regia di Franco Amurri (1986)
- Momo, regia di Johannes Schaaf (1986)
- Animali metropolitani, regia di Steno (1987)
- Soldati - 365 all'alba, regia di Marco Risi (1987)
- Le finte bionde, regia di Carlo Vanzina (1989)
- Agnieszka (Sola), regia di Diego Febbraro (1992)
- Sì!... ma vogliamo un maschio, regia di Giuliano Biagetti (1994)
- Le nuove comiche, regia di Neri Parenti (1994)
- Prestazione straordinaria, regia di Sergio Rubini (1994)
- Camerieri, regia di Leone Pompucci (1995)
- Una milanese a Roma, regia di Diego Febbraro (2001)
- Cacao (2010)
- Uno anzi due, regia di Francesco Pavolini (2015)
- Natale a Londra - Dio salvi la regina, regia di Volfango De Biasi (2016)

### Televisione
- Flipper, regia di Andrea Barzini – film TV (1983)
- Professione vacanze – serie TV (1987)
- Tutti in palestra, regia di Vittorio De Sisti – miniserie TV (1989)
- Chiara e gli altri – serie TV (1989)
- Un inviato molto speciale – serie TV (1992)
- Quelli della speciale – serie TV (1993)
- Pazza famiglia – serie TV (1995)
- Le retour d'Arsène Lupin – serie TV (1996)
- Professione fantasma – serie TV (1998)
- Anni '60, regia di Carlo Vanzina – miniserie TV (1999)
- Roma – serie TV (2005)
- Tutti insieme all'improvviso – serie TV (2016)